# Свято-Троицкий монастырь (Усть-Каменогорск)
Свято-Троицкий монастырь — действующий мужской монастырь Усть-Каменогорской и Семипалатинской епархии Русской православной церкви (РПЦ) расположенный в Казахстане в Усть-Каменогорске. Первый мужской монастырь РПЦ в Казахстане.

## История[2]

### Троицкий собор
Соборный храм Свято-Троицкого монастыря в Усть-Каменогорске является одновременно и старейшим сохранившимся православным храмом на территории Казахстанского Прииртышья — областей в среднем и нижнем течении Иртыша, и старейшей в городе кирпичной постройкой. Кирпичный храм был построен на месте церкви, находившейся в основанной в 1720 году Усть-Каменогорской крепости.
Самой первой церковью на месте будущего Усть-Каменогорска стала походная церковь переброшенного в крепость Колыванского драгунского полка. Деревянная церковь с берестяной крышей и отдельной колокольней была основана в 1740-х. После того, как она сгорела, на ее месте по благословению митрополита Тобольского и Сибирского Павла (Конюскевича) был выстроен новый деревянный храм, освященный 6 июня 1775 года, а еще через 14 лет 26 июня 1789 года был заложен каменный Троицкий храм. Его строительство началось по благословению архиепископа Тобольского и Сибирского Варлаама (Петрова).
Его строительство продолжалось до 1809 года. При этом в ходе строительства храма, задумывавшегося в стиле лютеранских кирх и собора Петра и Павла в одноименной крепости в Санкт-Петербурге, происходили изменения в проекте: в 1792 году храм было решено строить не однопрестольным, а трехпрестольным с главным алтарем во имя апостола и евангелиста Иоанна Богослова и приделом во имя равноапостольного царя Константина.
Построенный в начале XIX века храм представлял собой крестовое в плане здание с утолщенной притворной частью и приделами, зауженным центром, завершавшимся пятигранной алтарной апсидой, и четырехскатной шатровой крышей с луковичной главкой и узким, высоким барабаном. Он был освящен 9 сентября 1810 года.

#### Гражданская война и закрытие храма
После Октябрьской революции, в 1918 году, власть в городе была захвачена большевиками. Военный священник дисциплинарных батальонов протоиерей Сергий Феноменов, настоятель Преображеникой церкви Усть-Каменогорской дисциплинарной роты, в это время был расстрелян на глазах у своей семьи. По закону Казахстана от 14 апреля 1993 года священнослужитель был реабилитирован. Постановлением Священного Синода РПЦ от 27 декабря 2000 года Сергий Феноменов был причислен к лику святых и включен в Собор новомучеников и исповедников Церкви Русской. Преображенская церковь занимала второй этаж казармы в упраздненной крепости Усть-Каменогорска — в настоящее время это здание представляет собой братский корпус Свято-Троицкого монастыря. В нем расположена также домовая церковь во имя преподобных Сергия Радонежского и Серафима Саровского.
В 1923 году Троицкий храм был передан обновленцам-живоцерковникам, а через пять лет, в 1928 году, закрыт. В разные годы в его здании располагались овощехранилище, картофелехранилище, гарнизонный клуб и склад военторга. При этом были полностью утрачены колокольня, купола, алтарная апсида и внутреннее убранство храма, разрушены были дореволюционный некрополь и церковная ограда.

### Основание монастыря[5]
По постановлению Священного Синода РПЦ от 11 июня 1993 года Свято-Троицкий приход, уже переданный Алма-Атинской и Семипалатинской епархии РПЦ в 1991 году, был преобразован в первый в Казахстане мужской епархиальный монастырь. 21 сентября того же года, в день Рождества Пресвятой Богородицы, состоялось освящение обители. Кафедральный собор Андрея Первозванного расположен на территории монастыря. В рассчитанном на 30 человек монастыре проживают 9 насельников и 3 послушника. При монастыре функционирует воскресная школа.

#### Наместники монастыря[5]
| Сан         | Имя                           | Годы             |
| ----------- | ----------------------------- | ---------------- |
| протоиерей  | Вячеслав Михайлович Дылевский | 1991-1993        |
| игумен      | Аристарх (Хмыров)             | 1993-1996        |
| игумен      | Платон (Дивенко)              | 1996-2009        |
| игумен      | Митрофан (Тузов)              | 2009-2011        |
| архимандрит | Иосиф (Еременко)              | май-декабрь 2011 |
| епископ     | Амфилохий (Бондаренко)        | C 2012           |